# Seeschlacht bei Negapatam (1758)
Kalkutta – Chandannagar – Plassey – Cuddalore – Negapatam – Condore – Madras – Masulipatam – Pondicherry I – Chinsurah – Wandiwash – Pondicherry II – Manila – Palaris-Aufstand
Die Seeschlacht bei Negapatam (englisch: Battle of Negapatam, französisch: Bataille de Négapatam) war eine Schlacht zwischen britischen und französischen Flotteneinheiten am 3. August 1758 vor dem südindischen Nagapattinam.

## Vorgeschichte
Mit Beginn des Siebenjährigen Krieges in Europa, kam es auch zu Kampfhandlungen in den europäischen Kolonien der beteiligten Staaten. Da sich die meisten Kämpfe in Indien in der Region Karnatik ereigneten, worunter man während der Kolonialzeit das Gebiet zwischen den Ostghats und der Koromandelküste im Norden des heutigen indischen Bundesstaats Tamil Nadu verstand, wird dieser Konflikt auch als Dritter Karnatischer Krieg bezeichnet.
Am 28. April 1758 trafen vor dem indischen Cuddalore (Seeschlacht von Cuddalore) die Verbände des britischen Vice-admiral George Pocock und des französischen Chef d’escadre Anne Antoine d’Aché auf einander und lieferten sich eine Schlacht die unentschieden ausging. Nach dem Kampf zogen sich die französischen Kräfte nach Pondichéry zurück. Am 27. Juli 1758 erschien das britische Geschwader im Gebiet vor Pondichéry um die Franzosen zum Kampf zu stellen.
Das französische Geschwader verließ daraufhin den Hafen und man versuchte in den nächsten Tagen in eine vorteilhafte Luvstellung zu gelangen. Wie auch schon in der vorherigen Schlacht verfügten die Franzosen über mehr Schiffe als die Briten, aber bis auf ihr Flaggschiff waren dies alles umgerüstete Ostindienfahrer der französischen Compagnie des Indes.

## Schlacht
Am 3. August 1758 trafen beide Verbände beim niederländischen Stützpunkt Negapatam, dem heutigen Nagapattinam, aufeinander. Die Schlacht war kurz aber heftig und beide Seiten erlitten schwere Schäden. Das Flaggschiff der französischen Flotte geriet z. B. teilweise in Brand und der französische Flottenkommandeur selbst wurde schwer verletzt. Anschließend zogen sich die Franzosen zurück und die Briten unterließen eine Verfolgung, da sie auf Grund der Schäden dazu nicht in der Lage waren.

## Schlachtordnung

### Großbritannien
| Schiff                                 | Kanonen | Kommandant            | Verluste | Verluste  | Verluste  | Anmerkungen                                |
| Schiff                                 | Kanonen | Kommandant            | getötet  | verwundet | Insgesamt | Anmerkungen                                |
| -------------------------------------- | ------- | --------------------- | -------- | --------- | --------- | ------------------------------------------ |
| Elizabeth                              | 64      | Richard Kempenfelt    |          |           |           | Flaggschiff von Commodore Charles Steevens |
| Yarmouth                               | 64      | John Harrison         |          |           |           | Flaggschiff von Vice-admiral George Pocock |
| Tiger                                  | 60      | Thomas Latham         |          |           |           |                                            |
| Weymouth                               | 60      | John Stukley Somerset |          |           |           |                                            |
| Cumberland                             | 56      | William Martin        |          |           |           |                                            |
| Salisbury                              | 50      | William Brereton      |          |           |           |                                            |
| Newcastle                              | 50      | James Colville        |          |           |           |                                            |
| Nicht direkt an der Schlacht beteiligt |         |                       |          |           |           |                                            |
| Queenborough                           | 24      | Digby Dent            | 0        | 0         | 0         | Fregatte                                   |
| Protector                              | 44      |                       | 0        | 0         | 0         | Versorgungsschiff                          |

### Frankreich
| Schiff            | Kanonen | Kommandant                                | Verluste | Verluste  | Verluste  | Anmerkungen                                        |
| Schiff            | Kanonen | Kommandant                                | getötet  | verwundet | Insgesamt | Anmerkungen                                        |
| ----------------- | ------- | ----------------------------------------- | -------- | --------- | --------- | -------------------------------------------------- |
| Zodiaque          | 74      | Jacques-Antoine de Gotho                  |          |           | 183       | Flaggschiff des Chef d’escadre Anne Antoine d’Aché |
| Comte de Provence | 74      | Jean-Jacques de La Chaise                 |          |           |           |                                                    |
| Saint Louis       | 64      | Louis de Joannis                          |          |           |           |                                                    |
| Vengeur           | 64      | Jean Baptiste Christy de La Pallière      |          |           |           |                                                    |
| Duc d'Orléans     | 60      | Jean François Marie de Surville           |          |           |           |                                                    |
| Duc de Bourgogne  | 60      | Jean-Baptiste d’Après de Mannevillette    |          |           |           |                                                    |
| Moras             | 50      | Louis-Toussaint de Becdelièvre-Du Bouexié |          |           |           |                                                    |
| Condé             | 50      | Jacques Kerlero de Rosbo                  |          |           |           |                                                    |
| Diligente         | 24      | Marc-Joseph Marion du Fresne              |          |           |           |                                                    |